# UnDonut
unDonut(アンドーナツ)は、DonutP 5.0β3 を元に開発された IEコンポーネントブラウザである。開発者はミニット。

## 名称の由来
当初、DonutP の非公式改良版という意味から、名称は"Donut P (unOfficial)"であった。その後、新名称を募集し、アンオフィシャル(UnOfficial=非公式)とあんドーナツに通じる unDonut の名称が採用された。

## 派生版
unDonutが更新停止状態となっている事から公式サイトに公開されているソースコードを基に有志によって開発されている派生版がある。派生版が開発停止状態になればその派生版を基に新たな派生版が作られており、unDonutの最終バージョンがリリースされた2004年から6年以上経った2010年にも新たな派生版が開発されており修正が続けられている。

### unDonut+
座布団により開発された、unDonut 本家の release13 test1 付近のソースからの派生した修正版。そのため、release13 test10 には実装されている機能が搭載されていない。unDonutの機能を改良し不具合等の修正が行われていた。既に公式サイトは閉鎖されており、ソース等を確認する事はできない。最終版は、release13 test +4(2007年3月5日)。

### unDonut+mod
unDonut+ の派生であり、IE7, Windows Vista 対応の修正版。64ビット版もある(ソフト名は64unDonut)。2010年9月28日、作者によって開発停止が宣言された。最終版は +mod.1.48 一式(2010年9月28日)。

### unDonut+mod(by rain)
unDonut+mod 1.48を基に開発されている後継ソフト。仕様変更やInternet Explorer 8やInternet Explorer 9 Beta導入時の不具合修正などが行われている。xmlliteを使用したver 1.48.15(2010年5月14日)付近より実質IE7以降Windows XP以降のみの対応となっている。ver 1.48.22(2010年6月26日) より設定ファイル(unDonut.ini)に修正が加えられており、古いバージョンのunDonutでは一部の設定が読み込まれないようになっている。サポートは主に2ちゃんねるのunDonut関連スレッドにて行われている。最新版はver 1.48.83(2011年9月22日)。

### MTunDonut
unDonutのマルチスレッド/マルチプロセス版。

### unDonutEmbeddedChromium
レンダリングエンジンにChromiumを使ったバージョン。

## 参考資料
- +mod (2010年9月28日). “unDonut+mod 置き場 : donutについて”. 2010年10月1日閲覧。
- unDonut+mod - タブブラウザ推奨委員会 at the Wayback Machine (archived 2016-12-11)